# فيكتور أرنولد
فيكتور أرنولد (بالألمانية: Victor Arnold)‏ (و. 1873 – 1914 م) هو ممثل، وممثل مسرحي، وكاتِب، من النمسا، ولد في فيينا، توفي في دريسدن، عن عمر يناهز 41 عاماً.

## وصلات خارجية
- فيكتور أرنولد على موقع IMDb (الإنجليزية)
- فيكتور أرنولد على موقع قاعدة بيانات الفيلم (الإنجليزية)
- فيكتور أرنولد على موقع كينوبويسك (الروسية)